# Sombrilla espacial
Un sombrilla espacial o protector solar es una sombrilla que desvía o de alguna otra manera reduce algo de la radiación de una estrella, impidiéndoles golpear una nave espacial o un planeta y así reducir su insolación, lo que resulta en un calentamiento reducido. La luz puede ser desviada por diferentes métodos. Propuesto en 1989, el concepto original de sombrilla espacial implica poner un gran disco oculto, o tecnología de propósito equivalente en el punto de gravitación L1 entre la Tierra y el Sol.
Un parasol es de particular interés como método de ingeniería climática para mitigar el calentamiento global a través de la gestión de la radiación solar. Tales sombras también podrían utilizarse para producir energía solar espacial, actuando como satélites de energía solar. Los diseños de sombra propuestos incluyen un tono de una sola pieza y una sombra hecha por un gran número de pequeños objetos. La mayoría de tales propuestas contemplan un elemento de bloqueo en el punto lagrangiano Sol-Tierra L1.
En 1989, James Early propuso una sombra solar basada en el espacio para desviar la luz solar a nivel planetario. Su diseño implicó hacer un vidrio grande (2000 kilómetros) occulter del material lunar y colocar en el punto L1. Las ediciones incluyeron la gran cantidad de material necesario para hacer el disco y también la energía para lanzarlo a su órbita.

## Diseños

### Nube de naves espaciales pequeñas
Uno propuso tal sombrilla para el uso hacia ese efecto estaría compuesto por 16 trillones de discos pequeños en el punto lagrangiano de Sol-Tierra L1, 1.5 millones de kilómetros sobre la Tierra. Se propone que cada disco tenga un diámetro de 0,6 metros y un espesor de aproximadamente 5 micrómetros. La masa de cada disco sería de aproximadamente un gramo, sumando un total de casi 20 millones de toneladas. Tal grupo de pequeñas sombrillas que bloquean el 2% de la luz del sol, desviándolo hacia el espacio, sería suficiente para detener el calentamiento global, dándonos tiempo suficiente para reducir nuestras emisiones de nuevo en la tierra.
Los folletos autónomos individuales que construyen la nube de las sombrillas se proponen no reflejar la luz del sol sino más bien ser las lentes transparentes, deflectando ligeramente la luz así que no golpea la tierra. Esto minimiza el efecto de la presión de la radiación solar sobre las unidades, requiriendo menos esfuerzo para mantenerlas en su lugar en el punto L1. Un prototipo óptico ha sido construido por Roger Ángel con el financiamiento de NIAC.
La presión solar restante y el hecho de que el punto L1 sea de equilibrio inestable, fácilmente perturbado por el bamboleo de la tierra debido a los efectos gravitacionales de la luna, requiere que los pequeños volantes autónomos sean capaces de maniobrar para mantener su posición. Una solución sugerida a este problema es la colocación de espejos capaces de rotación sobre la superficie de los volantes. Mediante el uso de la presión de la radiación solar en los espejos e inclinándolos en la dirección correcta, el volante será capaz de alterar su velocidad y dirección para mantenerse en posición.
Tal grupo de sombrillas tendría que ocupar un área de aproximadamente 3.8 millones de kilómetros cuadrados si se coloca en el punto L1. El despliegue de los volantes es un tema que requiere nuevas tecnologías. Se ha propuesto que esto se logrará con mayor facilidad con grandes pistolas o coilguns disparando una cápsula que contiene un millón de tonos en el espacio cada 5 minutos durante 10 años usando 20 sitios de lanzamiento separados.
Aun así, aún tardarían años en lanzar suficientes discos en órbita para tener algún efecto. Por lo tanto, si esta tecnología se vuelve esencial, se necesitará tiempo suficiente para implementarla. Roger Angel de la Universidad de Arizona presentó la idea de sombrilla en la Academia Nacional de Ciencias de los Estados Unidos en abril de 2006 y ganó una beca del Instituto para Conceptos Avanzados de la NASA para investigación adicional en julio de 2006.
La creación de esta sombrilla en el espacio se estimó que costó más de US $ 5 billones con una vida útil estimada de 50 años. Por lo tanto, el profesor Angel concluye que "la sombrilla no es un sustituto para el desarrollo de la energía renovable, la única solución permanente. Un nivel masivo similar de la innovación tecnológica y la inversión financiera podría asegurar eso. Pero si el planeta entra en una crisis climática abrupta Que sólo se puede arreglar por el enfriamiento, sería bueno estar listo con algunas soluciones de sombreado que se han resuelto."

### Un lente de Fresnel

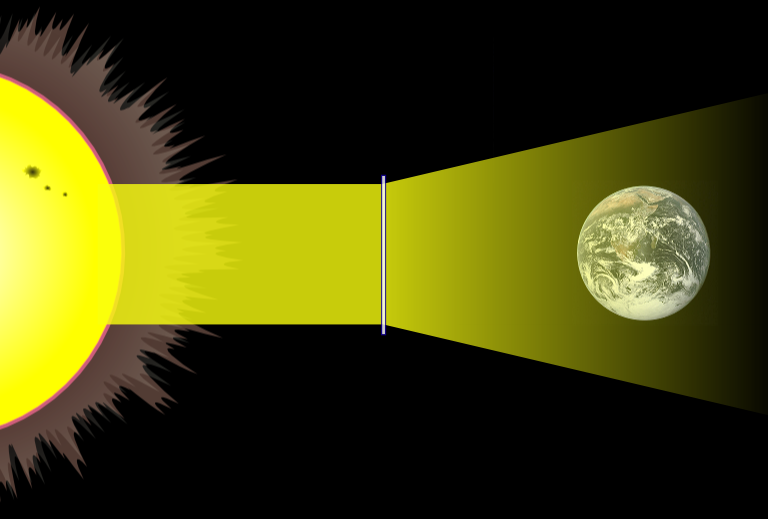
La función básica de una lente espacial para mitigar el calentamiento global. Una lente de 1.000 kilómetros de diámetro es suficiente, y mucho más pequeña de lo que se muestra en esta imagen simplificada. Como una lente de Fresnel sería sólo unos pocos milímetros de espesor.

Varios autores han propuesto dispersar la luz antes de que llegue a la Tierra poniendo una lente muy grande en el espacio, tal vez en el punto L1 entre la Tierra y el Sol. Este plan fue propuesto en 1989 por J. T. Early
En 2004, el autor de física y ciencia ficción, Gregory Benford, calculó que una lente de Fresnel rotativa cóncava de 1000 kilómetros de diámetro, pero solo unos pocos milímetros de espesor, flotando en el espacio en el punto L1, reduciría la energía solar que llega a la Tierra en aproximadamente 0,5% %.
El coste de tal lente ha sido disputado. En una convención de ciencia ficción en 2004, Benford estimó que costaría alrededor de US $ 10 mil millones de antelación, y otros $ 10 mil millones en costos de apoyo durante su vida.

### Una rejilla de difracción
Un enfoque similar implica colocar una rejilla de difracción muy grande (malla de alambre delgada) en el espacio, tal vez en el punto L1 entre la Tierra y el Sol. Tal propuesta fue hecha en 1997 por Edward Teller, Lowell Wood y Roderick Hyde, aunque en 2002 estos mismos autores abogaban por bloquear la radiación solar en la estratosfera en lugar de en órbita.